# Buccheri
Buccheri – miejscowość i gmina we Włoszech, w regionie Sycylia, w prowincji Syrakuzy.
Według danych na rok 2004 gminę zamieszkiwało 2320 osób, 40,7 os./km².
Urodził tu się dyplomata papieski abp Paolo Pappalardo.